# Pygopleurus aleppensis
Pygopleurus aleppensis is een keversoort uit de familie Glaphyridae. De wetenschappelijke naam van de soort is voor het eerst geldig gepubliceerd in 1957 door Petrovitz.